# Lillön, Kinneviken
Lillön är en ö belägen i den sydöstra delen av Vänern som benämns Kinneviken. Lillön ligger mellan Källbyö och fastlandet. Närmsta samhälle heter Blomberg.